# Abdera (Trácia)

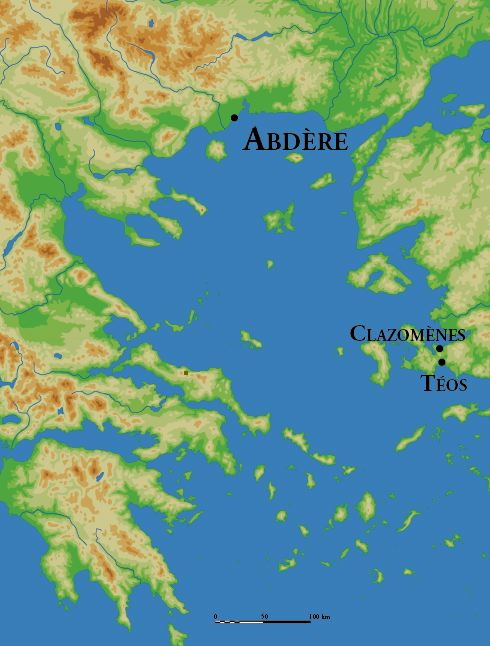
Localização de Abdera e suas duas metrópoles

Abdera foi uma cidade grega na costa da Trácia, perto do rio Nestos, quase frente a Tasos.
A sua fundação mítica é atribuída a Hércules, em honra de Abdero, seu eromenos, que morreu ao ajudá-lo, na captura das éguas de Diomedes, um dos seus famosos trabalhos. Na verdade, foi, inicialmente, uma colónia de Clazómenas, no século VII a.C.. Heródoto refere o nome do seu primeiro colonizador como sendo Timésio. Tornou-se particularmente próspera a partir de 544 a.C., quando a maioria da população de Teos (incluindo o poeta Anacreonte) fugiu da sua metrópole, conquistada pelo Persa Hárpago, como descreve, também, Heródoto, no seu livro I, 168.
A importância da cidade parece ter entrado em declínio a partir de meados do século IV a.C. . O ar de Abdera tornou-se proverbial entre os gregos antigos que afirmavam que tornava as suas gentes particularmente estúpidas. Demócrito e Protágoras tinham aí as suas raízes.
As ruínas da cidade ainda podem ser visitadas no cabo Balastra, onde se dispersam por sete pequenas colinas, estendendo-se de este até um porto a oeste. Nas colinas a sudoeste encontram-se os vestígios da povoação medieval de Polistílon. A cidade era membro da Liga de Delos.
Abdera é sé titular da província de Ródope, a sul da Trácia que, actualmente, se designa por Bouloustra.